# Régis Forissier
Pour les articles homonymes, voir Forissier.
Régis Forissier, né le 11 juin 1929 à Saint-Jean-Bonnefonds et mort le 30 août 2020 à Chomelix, est un réalisateur de cinéma et de télévision français. Il est le réalisateur du Tour de France pour France Télévisions de 1990 à 1997.

## Biographie
Régis Forissier est né en 1929 dans la Loire. Amoureux de technique et de cinéma, il fait ses débuts en 1953 à Paris dans ce milieu en tant que scripte puis assistant de Claude Sautet. Il collabore ensuite avec Édouard Molinaro ou encore Jacques Becker.
Au début des années 1960, l'horizon se bouche pour lui dans le cinéma et il intègre l'Office de radiodiffusion et télévision française comme assistant puis très vite comme réalisateur. Il s'impose alors rapidement comme une référence dans la réalisation de films dramatiques en direct. Il se fait vite un nom et une réputation : celle d'un réalisateur audacieux et toujours en quête de nouveautés.
Au début des années 1990, il devient réalisateur des grands rendez-vous sportifs : Tournoi des Cinq Nations, Paris-Dakar, 24 Heures du Mans ou encore le Tournoi de Roland-Garros... Mais c'est sur le Tour de France qu'il va marquer les esprits en cassant les codes et en offrant une retransmission novatrice de la célèbre course cycliste. Grâce aux hélicoptères, il met en valeur les paysages français en plus de la compétition sportive. En 1991, il est récompensé du 7 d'or du meilleur réalisateur de direct et de celui de la meilleure réalisation sportive pour le Tour de France.  En 1996, il prend sa retraite.
En 1995, il devient maire de Chomelix dans la Haute-Loire. Il est réélu en 2001 et 2008 avant de démissionner en 2012.
En 2011, il est nommé chevalier de la Légion d'honneur. Elle lui est remise par les sénateurs Jean Boyer et Adrien Gouteyron, et par Jean-Marie Leblanc, ex-patron du tour de France cycliste, lors d'une cérémonie à Paris en présence de nombreux élus de Haute-Loire. Il publie en 2019 un livre retraçant sa carrière de réalisateur, Ce fut un beau métier.
Il meurt le 30 août 2020 à l'âge de 91 ans.

## Filmographie

### Comme assistant-réalisateur
- 1956 : Bonjour sourire de Claude Sautet
- 1958 : Ni vu, ni connu d'Yves Robert
- 1961 : Le Nain de Pierre Badel (télévision)
- 1962 : La Guerre des boutons d'Yves Robert

### Comme réalisateur
- 1964 - 1972 : Les Coulisses de l'exploit (émission de télévision)
- 1967 : Tel quel (télévision)
- 1967 : En direct de… Le Bourget (télévision)
- 1973 : La difficulté d'être onze (télévision)
- 1973 : L'Affaire Bougrat (télévision)
- 1974 : Affaire Bernardy de Sigoyer (télévision)
- 1979 : La ville, la nuit (télévision)
- 1980 : Le Devine-vent (télévision)
- 1980 : Les Aventures de Thomas Gordon (télévision)
- 1981 : Voyage entre les lignes - Marcel Pagnol (télévision)
- 1982 : Au gui l'an neuf (télévision)
- 1985 : L'Abbé Faria (télévision)
- 1986 : Cinéma 16 - L'amour tango (télévision)

## Récompenses et distinctions

### Décorations
- Chevalier de la Légion d'honneur [5].